# شقواص وبري
الشَّقْوَاص الوَبَرِيّ أو الشَّقْوَاص الصُّوفيّ الكَأْسِ (أي أن كأس زهرة هذا النوع النباتي هي ذات صوف، من اللاتينية lasiocalycinum) نوع نباتي يتبع جنس الشقواص والفصيلة اللاذنية، اسمه العلمي Halimium lasiocalycinum (Boiss. & Reut.) Grosser ex Engl..